# Дальний (Белыничский район)
Дальний — посёлок в составе Запольского сельсовета Белыничского района Могилёвской области Республики Беларусь.

## Географическое положение
Ближайшие населённые пункты: Ксаверово, Падевичи